# タフイナフ
タフイナフ（Tough Enough） は、アメリカのプロレス団体WWEが企画するリアリティーショー系のテレビ番組、あるいは企画名である。WWEが有望な若手発掘のために行う。同様の企画として、ディーヴァサーチ、NXTがある。

## 概要
番組の内容は、複数の候補者に課題を与えて競わせ、課題毎に1名の脱落者を選考し、最終的に1名ないし2名の優勝者を選考する。タフイナフにて優勝した人物は、WWEと契約して、プロレスラーとして活動を開始する。通常は契約後OVWにてトレーニングを積み、ギミックを設定した上でWWEのTV番組に登場する。また、優勝しなくても、選考の過程でWWEの注目を集めた人材はWWEと契約することもある。
タフイナフ3まではMTVで独立のテレビ番組として放送されていたが、100万ドルタフイナフはスマックダウンの中で放送された。またタフイナフ3まではオーディションの予備審査を通った者が長期合宿し、アル・スノー、アイボリーらの教官によってプロレス特訓を受け、教官が脱落者を決定していた。タフイナフ3ではハードコア・ホーリーによるマット・カポテリへの凄惨な扱きが話題となった（叩き上げのホーリーがプロの厳しさを教えるため、ともいわれている）。
100万ドルタフイナフからは体力勝負の予選を勝ち抜き、本選はファン投票で脱落者が決められた。
過去の優勝者はいずれもWWEと契約したものの、すでに退団しており番組の存在意義に疑問を呈する声もあるが、 ジョン・モリソンやザ・ミズのように団体内である程度の地位を確立する人材も輩出している。また、ジョシュ・マシューズの様にレスラーではなくWWEのTV番組のパーソナリティとして契約するものも存在する。

## タフイナフ出身者

### Tough Enough
- メイヴェン（優勝者）: 2006年7月5日解雇
- ニディア（優勝者）: 2004年11月3日解雇
- クリストファー・ノインスキー（参加者）: 引退し、スタッフとして勤務。2009年1月解雇
- ジョシュ・マシューズ（参加者）: アナウンサーとして勤務、2014年6月解雇

### Tough Enough 2
- シャニークワ（優勝者）: 2004年11月12日解雇
- ミス・ジャッキー（優勝者）: 2005年7月5日解雇
- マット・モーガン（参加者）: 2005年7月5日解雇

### Tough Enough 3
- ジョン・モリソン（優勝者）: 2011年11月29日退団。その後再契約するも、2021年11月18日解雇
- マット・カポテリ（優勝者）: OVW在籍中に悪性脳腫瘍のため闘病。手術成功後、2009年1月4日解雇(2018年に死去)
- メリーナ（参加者）: 2011年8月5日解雇

### $1,000,000 Tough Enough （Tough Enough 4）
- ダニエル・ピューダー（優勝者）: 2005年9月解雇
- マイク・ミザニン（準優勝者）: WWE所属
- ライアン・リーブス（参加者）: 2016年8月5日退団
- ミッチ（参加者）: 2007年5月15日解雇
- ブギーマン（予選参加者）: 2009年3月4日解雇、2015年11月7日レジェンド契約を結ぶ。

### Tough Enough 5
- アンディ・リーヴィン（優勝者）: 2012年8月解雇
- アリアン・アンドリュー（参加者）: 2016年5月6日解雇
- クリスティーナ・クロフォード（参加者）: 2012年12月解雇
- イブリッセ・ベレス（参加者）: 2012年8月解雇

### Tough Enough 6
- ジョシュ・ブレドル（優勝者）: 2017年4月25日解雇
- サラ・リー（優勝者）: 2016年9月30日解雇(2022年10月5日に死去)
- ザマリア・ルーペ（準優勝者）: 2016年7月28日解雇
- アマンダ・サッコマーノ（準優勝者）: 2022年12月14日解雇
- パトリック・クラーク（参加者）: 2021年5月解雇
- ダリア・ベレナト（参加者）: WWE所属
- マーダ・アブデルハミド（参加者）2017年1月27日解雇